# Janthecla malvina
Janthecla malvina is een vlinder uit de familie van de Lycaenidae. De wetenschappelijke naam van de soort werd als Thecla malvina in 1867 gepubliceerd door William Chapman Hewitson.